# Клименко, Михаил Михайлович
Михаил Михайлович Клименко (1 мая 1909 года — 16 октября 1944 года) — российский и советский военный деятель, участник Великой Отечественной войны, командир 29-й танковой бригады, полковник (21.07.1942).

## Биография

### Начальная биография
Родился 1 мая 1909 года в городе Александровск-Грушевский Области войска Донского (ныне г. Шахты, Ростовской области). Украинец. Член ВКП(б) с 1939 г.
Образование. Окончил Одесскую артиллерийскую школу (1932), Курсы усовершенствования командного состава при Военной академии механизации и моторизации РККА (1935), заочно 2 курса Военной академии им. М. В. Фрунзе (1941).

### Служба в армии
Служба в Красной Армии. С сентября 1929 г. по май 1932 года — курсант Одесской артиллерийской школы.
С мая 1932 года — командир взвода и батареи в 5-м корпусном арт. полку, командир роты 1-го танкового батальона, начальник штаба 2-го танкового и 69-го отд. танкового батальонов в 21-й танковой бригаде (Белорусский военный округ).
С сентября 1940 года — пом. начальника 1-го отдела АБТУ Западного ОВО.

### В Великую Отечественную войну
Начало Великой Отечественной войны встретил в занимаемой должности. Воевал на Западном фронте. В составе 147-й танковой бригады и 18-й танковых бригад.
С ноября 1941 года — начальник штаба 23-й танковой бригады, в составе войск 49-й армии Западного фронта участвовал Московской битве.
Приказом НКО № 02269 от 31.03.1942 года назначен командиром 29-й танковой бригады, формировавшейся в МВО. Воевал на Волховском фронте в составе войск 59-й армии, участвовал в боях в районе деревень Мостки и Мясной Бор. С 18 июня бригада пробивалась к частям окружённой 2-й ударной армии. К 17.00 следующего дня ей удалось пробить небольшой коридор, 11 танков с небольшим десантом вышли на восточный берег р. Полисть и соединились с частями 46-й стрелковой дивизии (с 23 июня коридор вновь был закрыт). В ночь на 24 июня бригада вновь делала попытку пробиться к окружённым частям, вновь пробила коридор, существовавший в течение дня. 10 июля 1942 года она совестно с частями 378-й стрелковой дивизии овладела нас. пунктом Дымно, расширив плацдарм на западном берегу р. Волхов. За успешное выполнение боевого приказа, Военный совет 59-й армии представил бригаду к присвоению званию «Гвардейская танковая бригада». Командир бригады удостоен ордена Красного Знамени.
В дальнейшем бригада в течение года вела оборонительные бои на данном плацдарме.
С 28 августа 1943 года — в резерве командующего БТ и МВ Волховского фронта.
С 27 сентября 1943 года — и.д. командира 122-й танковой бригады.
С января 1944 года — в составе войск 59-й армии участвовал в Ленинградско-Лужской операции. Взаимодействуя с частями 112-го стрелкового корпуса, бригада наступала в направлении Долгово, Заклинье. Затем она была передислоцирована на участок 7-го стрелкового корпуса и успешно вёла бои за г. Новгород.
С 23 февраля бригада входила в состав войск Ленинградского, а с 20 апреля — 3-го Прибалтийского фронтов.
С 25 августа 1944 года — командир 213-й отд. танковой бригады 3-го Белорусского фронта. Принял бригаду, когда она восстанавливалась после боёв и готовилась к боевым действиям.
С 10 октября она была подчинена 11-й гвардейской армии и с 16 октября участвовала в боях на подступах к Восточной Пруссии (в направлении Шталлупенен). Полковник М. М. Клименко погиб в бою (сгорел в танке).
Погиб в бою 16 октября 1944 года. Похоронен на городском кладбище города Мариямполь Литва.

## Награды
- два ордена Красного Знамени (2.04.1943[2], 14.02.1944[6]);
- орден Отечественной войны I степени (28.11.1944 посмертно)[7];
- два ордена Красной Звезды (12.04.1942[8], 3.11.1944[9]);
- медаль «За оборону Ленинграда» (22.12.1942)[10]
- медаль «За оборону Москвы»[11]

## Память
- Его имя увековечено в Главном Храме Вооружённых сил России, и навсегда запечатлено на мемориале «Дорога памяти»
- На могиле установлен надгробный памятник